# 張銘清訪臺爭議與衝突
張銘清訪臺爭議與衝突，是2008年10月的海峽兩岸政治交流引發的一連串爭議與衝突事件。事件發生在海峽兩岸關係協會（簡稱海協會）會長陳雲林計劃赴台灣進行第二次江陳會談前夕，民進黨正籌劃在陳雲林訪臺期間於臺灣各地進行大規模的抗議行動。此時海協會副會長張銘清，以廈門大學新闻与传播学院院長身份，接受台南藝術大學邀請到台灣參加學術研討會。張銘清訪台期間一路遭遇台灣獨派民眾抗議，最後在台南孔廟爆發推擠衝突，張銘清被推倒在地。

## 背景
長期以來，台海两岸政治對立，民進黨執政時期兩岸關係陷入冰點。2008年5月中國國民黨執政後，馬英九政府恢復兩岸兩會交流，海協會會長陳雲林受邀於10月進行第二次江陳會談。2008年9月，三鹿奶粉污染事件波及臺灣政壇，政府面對中國大陸進口的食品管制備受批評，社會對黑心商品的加強積極管理與檢驗成為社會輿情的焦點，故政府加強取締黑心商品活動。同年10月，海協會副會長張銘清以廈門大學觀光學院教授身分，接受台南藝術大學邀請到台灣參加學術研討會。

## 事件經過
10月19日，張銘清抵台第一天，民進黨臺南市議員王定宇號召群眾包圍張銘清預定用餐的臺南擔仔麵餐廳，迫使張銘清更改行程。
10月20日，王定宇率領群眾聚集在南藝大校門抗議。王定宇利用電臺策劃抗議活動，稱「只要張銘清不為毒奶粉事件道歉，不接受台灣不是中國的一部分，張天天都要等著被K」。王定宇帶人去抗議時，在抗議隊伍裡面也安排了人員隨團拍攝抗議過程，並派人將拍攝的影片放到玉山網路電視、臺灣海外網等知名網站上發布。

### 臺南孔廟衝突事件
10月21日，王定宇利用快樂廣播電台呼籲群眾跟蹤張銘清行動，隨時通報集結。上午，張銘清參觀安平古堡，遭遇民進黨台南市議員李文正率眾抗議。張銘清參訪億載金城時，回應記者詢問總統馬英九「四年內不會有戰爭」的談話時表示：「沒有台獨，就沒有戰爭」。張銘清離開安平後前往天后宮。
張銘清離開天后宮之後，在返回飯店的途中前往孔庙參觀，正要離開時王定宇率領示威者上前包圍，高喊台灣獨立，結果場面失控，抗議群眾將張銘清用力推翻在地，王定宇則自背後抓住張銘清兩腋向後拖行（王定宇後來稱是要攙扶張起身），造成張銘清的右側髖與右側肩部挫傷。陪同張銘清的人員立即將張銘清護送到孔廟外的車輛，登上座車時又遭民眾揮拳打中後腦。張銘清坐上車後，王定宇的服務處人員林進勳以宣傳車擋住去路，並跳上車頂猛踹數分鐘，造成車頂凹陷。林進勳下車後，抗議民眾曾朝枝、杜永南、伍平進又與林進勳以雙手擋住車子，何桂花以柺杖敲擊車子的後車窗，王貞瑞雙手按住引擎蓋，讓車子無法離去。直到支援警力到場，強力隔離抗議群眾，車子才離去。
10月22日，張銘清取消所有行程提前離臺，台灣警方在小港機場以三百名警力加以保護。民進黨籍市議員蕭永達率領群眾前往鼓譟抗議，但被警方阻擋。

## 後續發展
- 事發後內政部立即將臺南市政府警察局局長陳富祥調職至國道公路警察局副局長。由於海協會會長陳雲林即將訪台進行第二次江陳會談，行政院長劉兆玄宣布屆時將會以國安系統介入陳雲林的維安工作。

- 因為此事件，陳雲林訪台行程最終侷限在台灣北部地區，取消前往中、南部參訪的計畫[11][12]。

- 10月30日，台南地檢署偵結張銘清遭推倒案，起訴七人，檢察官以王定宇涉嫌聚眾對張銘清脅迫且為首謀，求處有期徒刑一年二個月，林進勳被求處八個月；另擋車及打車的五民眾分別被求處六至七個月不等徒刑。承辦檢察官蘇聰榮在起訴書中表示，王定宇等人表達對主權認知訴求，為言論自由範疇，但表達過程中竟有動手傷害並妨害他人行動自由等強暴脅迫行為，且對象是海協會副會長，已造成一般社會大眾不安，影響所及，將來大陸地區人民來台，也會擔心安危[9]。

- 11月3日，臺南市市長許添財在市議會定期大會上，針對張銘清在台南市遇襲事件表示，若因此事件引起觀光客的疑慮，他表示遺憾與歉意；還說，若中央政府安排海協會會長陳雲林參訪台南市，他願意陪同參觀各個景點[13]。

## 各方反應

### 当事人
- 張銘清稱，他很確定自己遭人襲擊摔倒，也很疑惑「台灣不是很民主嗎？」，對自己遭暴力相向感到十分錯愕。他相信這一小撮搞暴力的民眾，絕不代表台南民眾與台灣人民，這起事件也不會影響日益好轉的兩岸關係[14]。

- 王定宇稱，張銘清是自己被樹根絆倒。但現場被發現地面平坦沒有樹根，王定宇改口稱是別人推的[15]。王定宇稱為了台灣的孩子才會抗爭，張銘清跌倒在台灣的土地上未嘗不好，批張銘清是笑面虎[16]，並質疑此次台灣司法超乎快速地處理、傳訊他，顯然有政治力介入[4]。

### 中華民國政府及國民黨
- 總統府在第一時間表達遺憾並譴責暴力，稱這應該不至於影響陳雲林來台的計畫，對兩岸關係的衝擊也極有限；行政院院長劉兆玄表示，陳雲林訪台時，國安系統將會介入維安工作。內政部部長廖了以和陸委會主委賴幸媛，則在立法院為張銘清遭追打事件公開道歉[17]。

- 國民黨主席吳伯雄嚴厲譴責暴力，要求追究施暴者責任，並提出相關部門應妥善維護張銘清離台前的安全，尤其海協會會長陳雲林即將來訪，國安及警政單位也要全力維護對方的安全與尊嚴；國民黨榮譽主席連戰表示對此深感震驚與憤怒，除發表聲明譴責暴力外，也認為遠來客人遭暴力相向，「當政者實在無法辭咎」[18]。

- 立法院院長王金平表示：「暴力絕不被允許，絕對不對，也應被譴責，台灣又不是戰場。若視張銘清為敵人，我們台胞那麼多，在大陸人家也把我們當敵人，那你怎麼說？」[19]。

### 中華人民共和國政府
- 中华人民共和国國台辦發言人發布新聞稿，称對此種野蠻暴力行為，表示強烈憤慨和嚴厲譴責，要求台灣嚴懲肇事者，並採取措施保護張銘清個人安全。國台辦強調，極少數人的破壞行徑，阻擋不了兩岸關係和平發展趨勢，及加強交流合作的步伐[20]。

### 民進黨及泛綠陣營
- 民進黨發布聲明，要求社會應冷靜以對、避免對立；並指張銘清來台的人身安全，國民黨政府應負最大責任；同時質疑張銘清出身國台辦，對台灣社會有一定了解，有義務避免衝突，但張銘清來台期間公開說，「沒有台獨就沒有戰爭」，這是挑釁威脅的言詞，台灣人民無法接受[21]。

- 民進黨時任主席蔡英文在事件發生後第一時間表達「遺憾」；10月22日表示，張銘清過去擔任國台辦發言人時自詡是「中國最強硬人物的代表」，并称「中國涉台部門難道對台灣政情不瞭解？故意到台灣意識這麼高漲的台南？且只有少數人陪同，這如果不是故意挑釁，也非常幾近挑釁」[22]。但她同時也表示，經司法調查完畢還原真相後，王定宇若有暴力行為且是蓄意，民進黨願意道歉[23]。

- 前總統陳水扁批評國民黨政府有雙重標準，控訴日前自己跟前駐日代表許世楷遭受蘇安生攻擊時，「警察局長也沒有下台」，國民黨政府不但不處理，還在10月10日把蘇安生奉為貴賓[註 1]，「標準何在？」[24]，並稱「別的地方不去，為什麼故意要挑阿扁的故鄉台南？去那邊亂跑，我們也說這就是針對性，張銘清還要補一句說，說沒有台獨就沒有戰爭，所以人家說是皮癢討打。」[25]。

- 時任立委葉宜津：張銘清不是（訪台）作客的客人，「對敵人不用客氣」[26]。

- 時任立委李俊毅表示，民眾這種暴力行為，是長期受國民黨教育的結果，已經算是最溫柔，也算是最和平的方法。並且表示，「已經對張銘清夠客氣了」 [27][28]。

- 時任台南市市長許添財認為這種抗議方式過於離譜，不只對民進黨形象，對整個台灣人的形象都產生負面影響，這種行為大家不能接受，太離譜[29]。

- 時任高雄市市長陳菊譴責暴力，她說，健康、有信心的社會應該用理性和平的方式表達訴求和信念。任何觀光客、官員到高雄市旅遊，高雄市政府都有責任保護他們的人身安全。她盼大家用理性和平的方式表達訴求[30]。

### 輿論
- 《聯合報》發表社論，對此暴力事件加以譴責，批評這是完全違反文明的野蠻行徑[31]。同時分析在即將展開的「江陳會」上，台灣的談判籌碼因為此一事件而大為減少[32]。

- 《中國時報》指出「有不同意見，陳情、請願、抗議都是民主常態，但是，因為有不同意見而出手打人，是絕對無法容忍的事。」並批評民進黨對於反覆發生的暴力事件不加約束，縱容公職激化民眾情緒，以攫取一己一黨之政治利益[33]。

- 《蘋果日報》以「丟臉 粗暴襲擊張銘清，各界譴責 損害台灣形象」作為頭版頭條新聞[34]。

- 《自由時報》社論指出，抗議行動應該理性，不應暴力相向，「不過，在譴責暴力的同時，馬政府不顧人民焦慮不安，執意親中，更順從中國意旨，對張銘清事件過度反應，更應受嚴厲譴責。」[35]